# Exosphaeroides fluvialis
Exosphaeroides fluvialis är en kräftdjursart som beskrevs av David Malcolm Holdich och Harrison 1983. Exosphaeroides fluvialis ingår i släktet Exosphaeroides och familjen klotkräftor. Inga underarter finns listade i Catalogue of Life.